# Association française de l'audit et du conseil informatiques
L'Association française de l’audit et du conseil informatiques (ou AFAI) est l'association regroupant les professionnels de l'audit et du conseil en des systèmes d'information en France. Créée en 1982, elle est le chapitre français de l'ISACA qui regroupe 86 000 membres issus de 170 chapitres installés dans 160 pays. Elle se consacre à l'audit informatique et à la maîtrise des systèmes d'information. Elle a vocation de favoriser le développement des méthodes et des techniques d’audit et de contrôle de l’informatique.
L'AFAI regroupe 800 adhérents. Ce sont des auditeurs informatiques, des consultants en systèmes d'information, des experts comptables et des commissaires aux comptes, des auditeurs internes, des responsables de la sécurité informatique, des enseignants, des directeurs des systèmes d'information et des responsables informatiques. Ils travaillent dans différents secteurs dont le conseil, la banque et l'assurance, l'industrie, les services...
L'AFAI traduit et diffuse les publications de l'ISACA, principalement les référentiels de bonnes pratiques comme COBIT et Val IT… Elle forme à l'examen des certifications, comme celui de Certified Information Systems Auditor (CISA).
Depuis quelques années, l'AFAI collabore avec le Cigref sur les questions de gouvernance des systèmes d'information. Les deux ont créé une structure commune dénommée Institut de la gouvernance des systèmes d'information (IGSI), à l'origine de quelques manifestations et de publications associées concernant les coûts informatiques,. Cette structure est proche dans son principe de celui de l'ITGI (ou IT Governance Institute).

## Examens gérés par l'AFAI en France, concernant les certificats délivrés par l'ISACA
- Certified Information Systems Auditor (CISA), le premier certificat créé par l'ISACA, et le certificat ISACA qui a le plus de titulaires aux États-Unis et dans le reste du monde.
- Certified Information Security Manager (CISM)
- Certified in the Governance of Enterprise IT (CGEIT) créé en 2008
- Certified in Risk and Information Systems Control (CRISC)

## Pages connexes
- Audit informatique
- Audit
- Cigref
- COBIT
- Val IT
- Gouvernance des technologies de l'information
- Gouvernance des systèmes d'information